# Liparis leytensis
Liparis leytensis är en orkidéart som beskrevs av Oakes Ames. Liparis leytensis ingår i släktet gulyxnen, och familjen orkidéer.
Artens utbredningsområde är Filippinerna. Inga underarter finns listade i Catalogue of Life.